# Victoire du musicien de studio
La Victoire du musicien de studio de l'année est une ancienne récompense musicale française décernée lors des Victoires de la musique 1986 et 1987. Elle venait primer le meilleur musicien studio selon les critères d'un collège de professionnels.

## Palmarès
- 1986 : Jannick Top[1]
- 1987 : Manu Katché[1]